# Una donna che conta
Una donna che conta è un singolo della rapper Myss Keta, pubblicato in streaming il 5 giugno 2018, come quarto estratto dall'album Una vita in Capslock.

## Descrizione
Il testo del brano ripercorre la vita amorosa fantomatica di una donna di spettacolo attraverso gli ultimi decenni del Novecento ed i primi del Duemila. Numerosi i riferimenti accennati a personaggi realmente esistiti e viventi al momento della traccia come Donald Trump, Stefano Gabbana, Papa Giovanni Paolo II, Lele Mora, Antonio Ricci, Belén Rodríguez ed altri.

## Video musicale
Il videoclip, diretto da Simone Rovellini, è stato pubblicato sul canale ufficiale YouTube-Vevo della cantante contestualmente all'uscita. Girato completamente utilizzando la tecnologia Motion Control on Tracks.